# Siberian-Urals Aluminium Company
Die Siberian-Urals Aluminium Company (SUAL) (russisch Сибирско-Уральская Алюминиевая компания (СУАЛ)/ Sibirsko-Uralskaja Aljuminijewaja kompanija) wurde 1996 vom russischen Oligarchen Wiktor Wekselberg gegründet und produziert rund 20 Prozent des russischen Aluminiums. Besonders wertvoll sind die europaweit größten Bauxitvorkommen des Konzerns und die Kontrolle über den zweitgrößten russischen Energieproduzenten Irkutskenergo, der die billige Energie für die Aluminiumproduktion liefert.
Die SUAL-Gruppe ist ein voll integriertes Aluminium-Unternehmen und zählt zu den zehn größten Aluminiumproduzenten der Welt. Sie besteht aus 19 Unternehmen in neun Regionen Russlands und beschäftigt sich mit der Produktion von Bauxit, Aluminiumoxid, primärem Aluminium, Silicium sowie halbfertigen und fertigen Aluminiumprodukten.
Die Gruppe erwirtschaftet pro Jahr mit 62.000 Mitarbeitern 1,3 Mrd. US-Dollar. SUAL fördert jährlich 4,4 Mio. Tonnen Bauxit, raffiniert über 2 Mio. Tonnen Aluminiumoxid und produziert 890.000 Tonnen primäres Aluminium. Die Siberian-Urals Aluminium Company (SUAL) entstand 1996 aus dem Zusammenschluss von Aluminiumwerken bei Irkutsk und im Ural.
Im März 2007 übernahm RUSAL SUAL zusammen mit der Aluminiumsparte von Glencore. In dem neugegründeten Unternehmen hielten zu Beginn RUSAL 66, die SUAL-Eigentümer 22 und Glencore 12 % der Anteile.